# ENEC-Zeichen

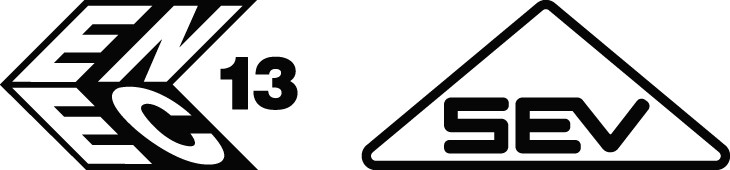
ENEC ist das europäische Konformitätszeichen für Elektrogeräte

ENEC (European Norms Electrical Certification) ist ein Symbol zur Produktkennzeichnung von Elektrogeräten in der Europäischen Union. 

## Bedeutung
Im Unterschied zur CE-Kennzeichnung ist das ENEC-Zeichen keine Selbsterklärung des jeweiligen Herstellers, sondern es wird von unabhängigen Prüfinstituten vergeben. Die Zertifizierung ist den durch das Europäische Komitee für elektrotechnische Normung (CENELEC) akkreditierten Instituten vorbehalten.
Die ENEC-Kennzeichnung gewährleistet, dass das Produkt einschlägige EN-Sicherheitsnormen und Leistungsprüfungsanforderungen erfüllt (insbesondere die EU-Niederspannungsrichtlinie), der Hersteller mit einem Qualitätssystem gemäß ISO 9000 arbeitet, Endprodukte alle zwei Jahre erneut geprüft werden und der Hersteller über eine belegte Produktionskontrolle verfügt, z. B. durch Fertigungsinspektionen.

## Zertifizierungsstellen
| Land                                               | Nationale Zertifizierungskörperschaften                                               | Abkürzung              | ID |
| -------------------------------------------------- | ------------------------------------------------------------------------------------- | ---------------------- | -- |
| Spanien                                            | Asociación Española de Normalización y Certificación                                  | AENOR                  | 01 |
| Belgien                                            | SGS Belgien, früher: Comité Electrotechnique Belge                                    | CEBEC                  | 02 |
| Italien                                            | Istituto Italiano del Marchio di Qualità                                              | IMQ                    | 03 |
| Portugal                                           | Associação para a Certificação                                                        | CERTIF                 | 04 |
| Niederlande                                        | DEKRA, früher KEMA                                                                    | DEKRA                  | 05 |
| Irland                                             | National Standards Authority of Ireland                                               | NSAI; ehemalig         | 06 |
| Luxemburg                                          | Société Nationale de Certification et d’Homologation                                  | SNCH; ehemalig         | 07 |
| Frankreich                                         | Laboratoire central des industries électriques                                        | LCIE                   | 08 |
| Griechenland                                       | Ellīnikós Organismós Typopoíīsīs                                                      | ELOT, ehemalig         | 09 |
| Deutschland                                        | Verband der Elektrotechnik, Elektronik und Informationstechnik                        | VDE                    | 10 |
| Osterreich                                         | Österreichischer Verband für Elektrotechnik                                           | OVE                    | 11 |
| Vereinigtes Konigreich                             | British Standards Institution                                                         | BSI                    | 12 |
| Schweiz                                            | Eurofins Electric & Electronic Product Testing AG                                     | Eurofins               | 13 |
| Schweden                                           | Intertek Svenska Electriska Materielkontrollanstalten                                 | Intertek SEMKO         | 14 |
| Danemark                                           | UL International Danmarks Elektriske Materiel Kontrol                                 | UL International DEMKO | 15 |
| Finnland                                           | SGS FIMKO                                                                             |                        | 16 |
| Norwegen                                           | Norges Elektriske Materiellkontroll                                                   | NEMKO                  | 17 |
| Ungarn                                             | TÜV Rheinland InterCert - Magyar Elektrotechnikai Ellenőrző Intézet                   | TRI MEEI               | 18 |
| Vereinigtes Konigreich                             | Intertek Testing & Certification Ltd früher: British Electrotechnical Approvals Board | ITCL früher: BEAB      | 19 |
| Vereinigtes Konigreich                             | Association of Short-Circuit Testing Authorities                                      | ASTA; ehemalig         | 20 |
| Tschechien                                         | Elektrotechnický zkušební ústav                                                       | EZÚ                    | 21 |
| Slowenien                                          | Slovenian Institute of Quality and Metrology                                          | SIQ                    | 22 |
| Turkei                                             | Türk Standardları Enstitüsü                                                           | TSE                    | 23 |
| Deutschland                                        | TÜV Rheinland LGA Products GmbH                                                       | TRLP                   | 24 |
| Deutschland                                        | TÜV Süd Product Service                                                               | TÜV Süd PS             | 25 |
| Vereinigtes Konigreich                             | British Approvals Service for Cables                                                  | BASEC; ehemalig        | 26 |
| Slowakei                                           | Elektrotechnický výskumný a projektový ústav                                          | EVPU                   | 27 |
| Polen                                              | Stowarzyszenie Elektryków Polskich - Biuro Badawcze ds. Jakosci                       | SEP - BBJ              | 28 |
| Polen                                              | Polskie Centrum Badań ı Certyfikacji                                                  | PCBC; ehemalig         | 29 |
| Polen                                              | Lukasiewicz Research Network IMiF PREDOM Division Testing and Certification           | L-IMiF PREDOM          | 30 |
| Griechenland                                       | Materials Industrial Research and Technology Center                                   | MIRTEC                 | 31 |
| _ ehemalige Zertifizierungskörperschaften Quellen: |                                                                                       |                        |    |

## ENEC-Verfahren
Derzeit gilt das ENEC-Programm für folgende Produktarten:
- Leuchten und damit verbundene Bauteile
- Transformatoren
- Netzteile
- Geräteschalter
- IT-Geräte
- Automatische elektrische Steuerungen
- Haushaltsprodukte
- Verbindungsgeräte, Entstörkondensatoren und Filter

## Schweiz
Prüfung und Zertifizierung basieren auf den Prüfungen nach EN-Normen. Die Fertigung des Produktes wird von einer akkreditierten Inspektionsstelle wie Electrosuisse überprüft. Die Zertifizierung gewährleistet eine gleichbleibende Konformität des Produktes und ermöglicht so den Zugang zum EU-Markt.